# Emil Post
Emil Post (polonès: Emil Leon Post)  (Augustów, 11 de febrer de 1897 - Nova York, 21 d'abril de 1954) va ser un matemàtic nord-americà, nascut al que actualment és Polònia.

## Vida i Obra
El mateix any del naixement de Post en una petita ciutat de l'est del que actualment és Polònia (aleshores sota sobirania russa), el seu pare, jueu, va emigrar als Estats Units i, set anys després, el 1904, ho va fer la resta de la família, instal·lant-se a Nova York. Post estava molt interessat en l'astronomia, però un accident quan tenia dotze anys li va fer perdre un braç i les previsibles dificultats per manegar un telescopi el van dissuadir d'aquesta orientació.
Va fer els estudis secundaris en un institut per estudiants talentosos i va continuar els estudis al City College de Nova York, en el qual es va graduar el 1917. Des de 1917 fins a 1920 va fer els estudis de matemàtiques a la Universitat de Colúmbia, culminats per una tesi doctoral en la que demostrava la completud del sistema axiomàtic dels Principia Mathematica de Russell i Whitehead. El curs 1920-1921 va estar fent recerca a la universitat de Princeton abans de retornar com professor a Colúmbia, i en aquesta època va patir el primer atac important de la seva malaltia mental que el perseguiria la resta de la seva vida: un trastorn bipolar.
El 1924 va ser nomenat professor de la universitat Cornell, però un nou atac el va convencer de deixar l'ensenyament universitari i va retornar a Nova York per ser professor de secundària, destinant només tres hores diàries a la recerca. El 1935 va ser nomenat professor del City College on va romandre fins a la seva mort el 1954 d'un atac de cor provocat pel tractament d'electroxoc al que es sotmetia per controlar la malaltia mental.
La gran aportació de Post va ser considerar que un sistema de lògica simbòlica pot ser vist com una estructura purament combinatòria. Amb aquesta perspectiva, va fer aportacions importants a la teoria de la computabilitat i a la teoria de la recursió, com, per exemple, el avui anomenat teorema de Post que estableix una relació entre la jerarquia aritmètica i la gradació de Turing. El 1946, en una breu nota de quatre pàgines publicada al Butlletí de la Societat Americana de Matemàtiques, va presentar un problema irresoluble d'extrema simplicitat, que avui coneixem com el Problema de Correspondència de Post.